# Cryptosara
Cryptosara es un gènere de lepidòpters ditrisis de la família dels cràmbids (Crambidae).

## Taxonomia
- Cryptosara auralis (Snellen, 1872)
- Cryptosara caritalis (Walker, 1859)
- Cryptosara vadonalis Marion, 1956